# ر. دبليو. غراي
ر. دبليو. غراي (بالإنجليزية: R. W. Gray)‏ (22 سبتمبر 1969، برينس روبيرت في كندا)؛ ناقد سينمائي، كاتب سيناريو وروائي كندي.

## روابط خارجية
- ر. دبليو. غراي على موقع IMDb (الإنجليزية)
- ر. دبليو. غراي على موقع قاعدة بيانات الفيلم (الإنجليزية)